# Christian Wilhelm Niedner
Christian Wilhelm Niedner (13. august 1797—9. august 1865) var en tysk protestantisk kirkehistoriker. 
Niedner blev 1829 professor i Leipzig, nedlagde under revolutionsurolighederne 1849 sit embede og boede så som privatmand i Wittenberg, til han 1859 blev professor i Berlin. 
Hans hovedværk er Lehrbuch der Geschichte der christlichen Kirche (1846, 2. oplag 1866). Fra 1845 var han udgiver af "Zeitschrift für die historische Theologie". 
Han oversatte også Carl Emil Scharlings kirkehistoriske afhandling Mystikeren Michael Molinos' Lære og Skæbne til tysk. 